# Actinídia
|  | Per a altres significats, vegeu «Kiwi (desambiguació)». |

L'actinídia o kiwi (Actinidia chinensis var. deliciosa), és una  varietat de l'espècie Actinidia chinensis, una liana originària de la Xina central i del sud.
Segons les estadístiques agràries de la FAO 2024, aproximadament el 85% del cultiu mundial de kiwi es va produir a la Xina (2,380,304 Tm), per davant de Nova Zelanda (603,522), Itàlia (523,120) i Grècia (320,270), en aquest ordre.

## Història
Els kiwis són uns arbustos originaris del Japó, la Xina, la Sibèria i Indoxina. El seu nom és estès a gairebé totes les llengües com a kiwi o actinidia. Es creu que el primer prové d'un ocell que rep el mateix nom, i el segon, de dues paraules gregues. La primera catalogació coneguda de la planta és del naturalista Chiu Huang Pen T'sao, al segle xv. El 1845 va arribar per primera vegada a Europa de la mà de l'explorador Robert Fortune. A principis del segle xx es va portar a Nova Zelanda, on el cultiu del kiwi es va estendre moltíssim. Més tard, als anys seixanta va arribar als Estats Units i cada cop el consum es va fer més generalitzat. Actualment també es cultiva a terres europees. Nova Zelanda n'és el país principal exportador, el segueixen França, els Estats Units i el Japó.

## Descripció
Aquest vegetal creix com una planta enfiladissa vigorosa i llenyosa, caducifòlia, que pot assolir els 9 metres d'alçada. Treu unes fulles amb les vores dentades i un llarg pecíol. Les gemmes són gruixudes. Les flors tenen cinc pètals i corimbes axilars. És una planta dioica, és a dir que cada individu té les flors d'un únic sexe i per a reproduir-se les femelles han de captar el pol·len que desprenen els mascles. El fruit és una baia en forma d'el·lipse, coberta amb una pell marró plena de vellositats, i pesa aproximadament uns 80 grams. Madura a principis d'abril. Tot el seu interior és comestible. Conté una sucosa polpa de color verd d'un gust intens i àcid. Al nucli té una part blanca al voltant de la qual es drecen unes llavors allargades i negres de menys d'un mil·límetre quadrat. Les actinídies viuen a les zones temperades de la Terra ben arrecerades del vent i amb humitats relatives al voltant del setanta per cent.

## Taxonomia
Aquesta varietat va ser publicada per primer cop l'any 1941 la revista Revue de botanique appliquée et d'agriculture tropicale pel botànic francès Auguste Jean Baptiste Chevalier (1873-1956).

### Sinònims
Els següents noms científics són sinònims d'Actinidia chinensis var. deliciosa:
- Sinònims homotípics

- Actinidia deliciosa (A.Chev.) C.F.Liang & A.R.Ferguson
- Actinidia latifolia var. deliciosaA.Chev.

- Sinònims heterotípics

- Actinidia chinensis f. chlorocarpa C.F.Liang
- Actinidia chinensis var. hispida C.F.Liang
- Actinidia chinensis f. longipila C.F.Liang
- Actinidia deliciosa var. chlorocarpa (C.F.Liang) C.F.Liang & A.R.Ferguson
- Actinidia deliciosa var. coloris T.H.Lin & X.Y.Xiong
- Actinidia deliciosa var. longipila (C.F.Liang & R.Z.Wang) C.F.Liang & A.R.Ferguson

## Composició del fruit
El kiwi és una fruita molt saludable, ja que és una de les que concentra més vitamina C: el doble que una taronja, per exemple. També conté vitamina B i és rica en potassi, magnesi i fibra.

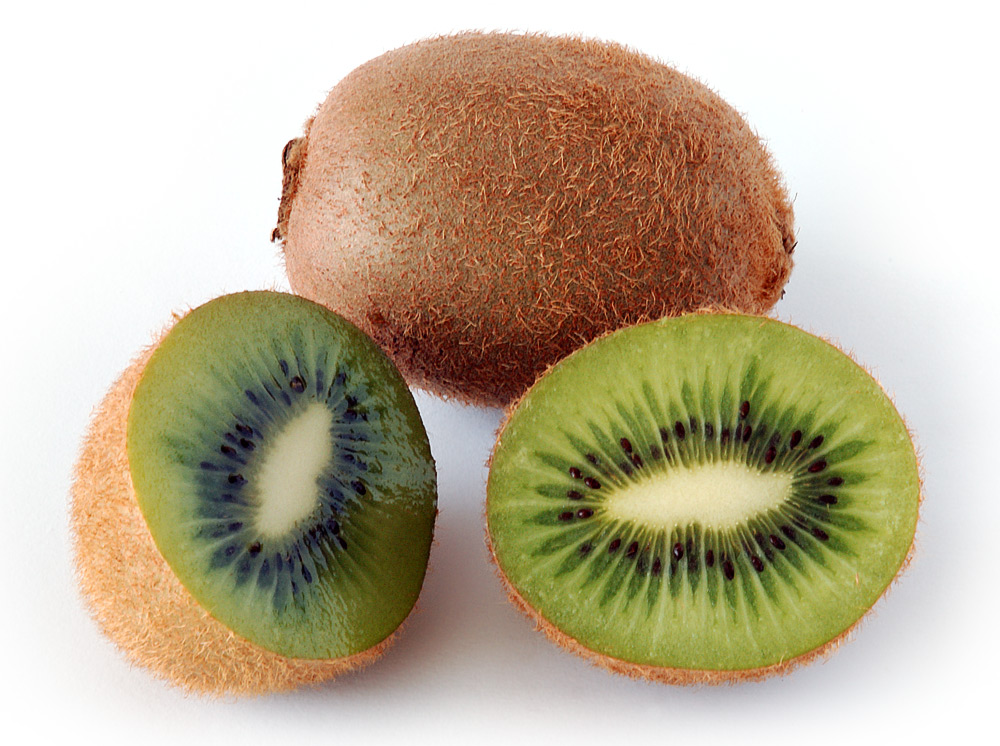
Kiwi

## Varietats
Hi ha moltes varietats de kiwis amb textures i sabors diferents. A la cuina varien tres factors principals: el grau d'acidesa, la intensitat de sabor i la textura.
A la Xina:
- Zhong Hua
- Jing Li
- Ruan Zao
- Mao Hua

A Nova Zelanda:
- Abbott
- Allison
- Bruno
- Hayward
- Monty
- Greensill